# Chevrolatia
Chevrolatia is een geslacht van kevers uit de familie kortschildkevers (Staphylinidae). Het geslacht werd voor het eerst wetenschappelijk beschreven in 1850 door Jacquelin du Val.

## Soorten
- Chevrolatia amoena LeConte, 1866
- Chevrolatia besucheti Orousset, 2007
- Chevrolatia breviceps Reitter, 1882
- Chevrolatia celisi Orousset, 2007
- Chevrolatia egregia Reitter, 1881[2]
- Chevrolatia endroedyi Franz 1984
- Chevrolatia franzi Orousset, 2008[3]
- Chevrolatia grouvellei Schaufuss, 1891
- Chevrolatia hispanica Franz, 1970[4]
- Chevrolatia iberica Jałoszyński, 2019[5]
- Chevrolatia insignis Jacquelin du Val, 1850
  - = Scydmaenus holzeri Hampe, 1850
- Chevrolatia leleupi Orousset, 2007
- Chevrolatia maroccana Reitter, 1880
  - = Chevrolatia bonnairei Quedenfeldt, 1885
  - = Chevrolatia chobauti Guillebeau, 1897
- Chevrolatia microphthalma Normand, 1911
- Chevrolatia occidentalis O'Keefe, 1997[6]
- Chevrolatia pici Orousset, 2008[3]
- Chevrolatia raymondi Orousset, 2008[3]
- Chevrolatia suteri O'Keefe, 1997[6]
- Chevrolatia sylvanica Hernando & Castro, 2015[7]